# Barthélémy Baudrand
Barthélémy Baudrand (Vienne, Dauphiné, 18. rujna 1701. – Vienne (Lyon (?), 3. srpnja 1787.), bio je francuski isusovac i vjerski pisac.
Bio je pripadnikom isusovačkog reda od 1721. sve do njegova prisilna gašenja 1763. godine. Bio je prefektom duhovnih predmeta na koledžu iz Aixa. Prije nego što je ugašen red, bio je rektorom iste ustanove od 1759. do 1762. godine. Nakon toga se je povukao u Lyon, gdje se posvetio pisanju nabožnih radova.
Njegovo djelo L'âme pénitente, ou Le nouveau pensez-y bien na hrvatski je preveo otac Vincenzo Basile. Naslov prijevoda je Razmiscgljajte ova dobro, prinesegne u jezik slovinski. Knjiga je tiskana u Rimu 1844., u "slovotjesctnizi s. skuppa od rashiregna vjere".

## Djela
- Esprit d’Young, 1 vol., in-12° (prijevod).
- Histoires édifiantes et curieuses, tirées des meilleurs auteurs, 1 vol., in-12°
- Panégyriques des saints, 1 vol., in-12°.
- L’âme élevée à Dieu par les réflexions et les sentiments pour chaque jour de chaque mois, 1 vol., in-12°
- L’âme contemplant les grandeurs de Dieu, 1 vol., in-12°.
- L’âme éclairée par les oracles de la sagesse dans les paraboles et les béatitudes évangéliques, 1 vol., in-18°.
- L’âme pénitente, ou le Pensez-y bien, 1 vol., in-16°.
- Gémissements d’une âme pénitente, 1 vol., in-12°.
- L'âme affermie dans la foi, 1 vol. in-12°.
- L’âme se préparant à l’éternité, 1 vol. in-12°.
- L’âme fidèle, animée de l’esprit de Jésus-Christ, 1 vol. in-12°.
- L’âme sur le Calvaire, 1 vol. in 12°.
- L’âme intérieure, âme seule avec Dieu seul, 1 vol. in-18°.
- L’âme sanctifiée, ou, La religion pratique par la perfection de toutes les actions de la vie, 1 vol. in-12.
- L’âme religieuse, élevée à la perfection, 1 vol. in-12.
- L’âme embrasée de l’amour divin par son union au sacré cœurs de Jésus et de Marie, 1 vol. in-12°.
- Réflexions, sentiments et pratiques de piété, 1 vol. in-12°.
- Visites au saint Sacrement, revues et augmentées (prijevodi sv. Alfonsa Liguorija), 1 vol. in-18°.
- Pratiques pour l’adoration du saint Sacrement, 1 vol. in-12°.
- Neuvaines au sacrés cœurs de Jésus et de Marie, 1 vol. in-12°.
- Paraphrase des sept psaumes de la pénitence, 1 vol. in-24°.